# Hannah Kiely
Pour les articles homonymes, voir Kiely.
Hannah Kiely, née en 2000, est une nageuse sud-africaine.

## Carrière
Hannah Kiely est médaillée d'or des relais 4 x 100 mètres nage libre et 4 x 100 mètres quatre nages et médaillée d'argent des 100 et 200 mètres dos ainsi que du relais 4 x 100 mètres nage libre mixte aux Championnats d'Afrique de natation 2018 à Alger.